# My Midnight
My Midnight è un album di Steve Wynn, pubblicato nel 1999.
Esso è caratterizzato da un suono diverso rispetto alle opere precedenti, essendo quasi assenti i suoni psichedelici così come le ballate folk, fatta eccezione per Lay of the Land.
Si inizia con il rock energico di Nothing but the Shell e My Favorite Game per passare alle più tranquille Cats and Dogs e In Your Prime, mentre Mandy Breakdown e The Mask of Shame sono incentrati sul pianoforte.
Ottimi pezzi sono anche la title track e We've Been Hanging Out, con il coretto tra la voce di Steve Wynn e una femminile.
L'ultimo pezzo 500 Girl Mornings è una sorta di filastrocca cantata su di un muro sonoro di chitarre distorte.

## Tracce
1. Nothing but the Shell – 3:22
2. My Favorite Game – 4:34
3. Cats and Dogs – 3:47
4. In Your Prime – 4:48
5. Mandy Breakdown – 5:22
6. Lay of the Land – 2:44
7. Out of This World – 4:10
8. My Midnight – 5:04
9. The Mask of Shame – 3:35
10. We've Been Hanging Out – 4:12
11. 500 Girl Mornings – 6:45

## Musicisti
- Steve Wynn
- Chris Brokaw (chitarra)
- Linda Pitmon (batteria)
- Tony Maimone (basso)
- Joe McGinty (tastiere)